# Satovcha (huyện)
Satovcha là một huyện thuộc tỉnh Blagoevgrad, Bungaria. Dân số thời điểm năm 2001 là 17889 người.